# Templo de Apolo (Termo)

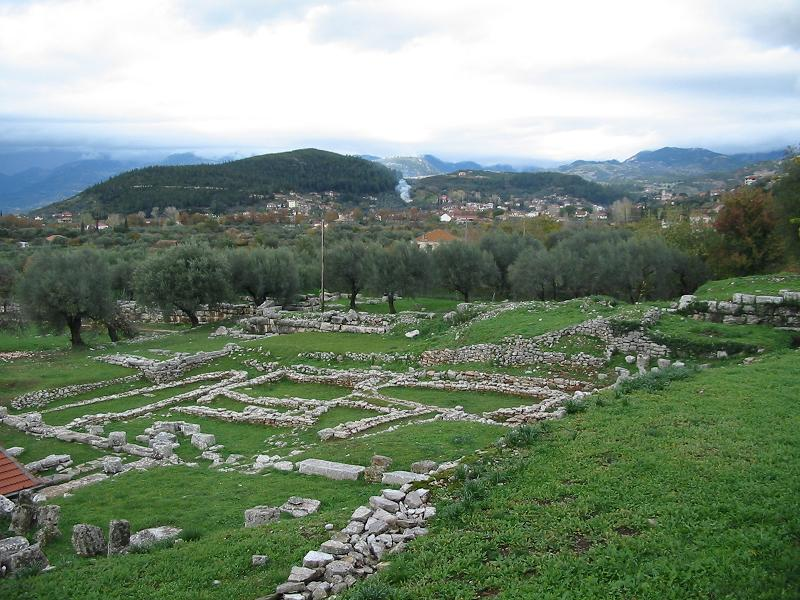
Sitio arqueológico de Termo y pueblo moderno al fondo.

El templo de Apolo en Termo era un templo griego arcaico construido en el siglo VII a. C. en el santuario de Termo, en la región de Etolia, y que sustituyó al megaron preexistente, conocido como megaron B, que se amplió con un peristilo de columnas de madera, sustentadas por basas de piedra.
Se trata de uno de los primeros templos conocidos de estilo dórico, y sus medidas eran 38,20 x 12,10 m. El peristilo, de 5 columnas en los lados cortos y 15 en los largos, es uno de los primeros que fueron erigidos en la Antigua Grecia.

## Estructuras preexistentes

### Megaron A
La primera estructura arquitectónica que se aprecia en el lugar es la planta absidal del llamado megarón A, que pertenece al periodo micénico y que fue destruido en el siglo XII a. C. Se cree que se trataba de la vivienda del caudillo de la zona y donde los restos de cenizas y de ánforas colocadas en posición propia de culto a difuntos sugiere que en la fase final de esta infraestructura se habría desarrollado un culto heroico.     

### Megaron B
El megaron B ya no fue un lugar de vivienda sino de culto a una divinidad desconocida, probablemente un héroe. Contenía restos del periodo protogeométrico y geométrico, como cerámica, armas de hierro, huesos de animales y cenizas. Algunas de estas cenizas estaban conservadas dentro de varias pithoi. Tenía un vestíbulo, una cella rectangular y un opistódomo. Probablemente fue construido tras la destrucción del megaron A, a principios del siglo XI a. C., mientras que su destrucción tuvo lugar hacia el año 850 a. C.

### Columnata
El megaron B parecía hallarse rodeado por columnas de madera con una cabecera en forma de ábside, de las que se conservan las bases, pero se ha determinado que estas columnas no fueron colocadas en el momento de la construcción del megaron, sino después de que este fue destruido. Se supone que tenían la función de sostener un edificio de madera que existió entre el fin del megaron B y la construcción del gran templo arcaico.

### Pequeño templo arcaico
Algunos restos de un templo pequeño del Periodo Arcaico fueron encontrados en el noroeste del templo principal. A este pequeño templo, sobre el que se ha sugerido que podría haber sido dedicado a Artemisa, pertenecen algunos fragmentos de la sima del frontón, así como antefijas con formas de cabezas masculinas barbudas y de Gorgonas, gárgolas con cabeza de perro, un fragmento de un triglifo de terracota y restos de cerámica.

## Templo de Apolo
El gran templo arcaico, o templo C es del 630 - 620 a. C. y fue construido directamente encima del megaron B. 
Se trataba de un templo períptero (completamente rodeado de columnas) y pentástilo, con una cella desproporcionadamente larga respecto a su anchura. Estaba rodeado por cinco columnas frontales y posteriores y quince en los laterales, todas ellas de madera que se alzaban sobre bases de piedra rudimentarias. No constaba de pronaos, aunque sí de opistódomo. Las paredes de la cella eran de ladrillo mientras que la estructura era de madera. En el interior de la cella había una hilera de diez columnas que la dividía en dos y que debió sostener un techo de madera.
El primer entablamento del templo constaba de un frontón en la fachada principal, del que ha sobrevivido un fragmento de un cimacio de forma curva. Las tejas tenían gárgolas pintadas de negro o rojo oscuro con formas de cabeza de hombres imberbes o de Gorgona y con antefijas con forma de cabeza femenina. Se ha supuesto que esta decoración sirvió de modelo para la del templo de Artemisa de Corcira. La presencia de la decoración con forma de cabeza de Gorgona se relaciona con rituales religiosos en los que las máscaras ejercían un papel fundamental.
Se han identificado fragmentos de un segundo entablamento que fue realizado en la segunda mitad del siglo VI a. C. El templo adquirió un segundo frontón en la parte trasera. En las gárgolas se alternaban las representaciones de cabezas de hombres barbados con cabezas de sátiros y entre ellas había antefijas de forma de cabezas de mujer. Las tejas del techo se decoraban con palmetas de colores negro y rojo. En las acroteras laterales se representaban dos esfinges en cuclillas y en la central una Niké.
Las metopas de terracota, que se hallaban alternadas con triglifos, pertenecen al primer entablamento. Fueron pintadas en negro, blanco, marrón, púrpura y naranja. En ellas se representan escenas de mitos. Se conservan las siguientes representaciones: Aedón y Quelidón (identificada por una inscripción) matando a Itis; tres divinidades de largos cabellos, quizá Apolo, Artemisa y Leto; Perseo corriendo con la cabeza de Medusa; un cazador barbudo y con largos cabellos, con un arco y un carcaj; un Gorgoneion; dos figuras femeninas que hacen caer sus quitones quedando desnudas hasta la cintura, que quizá representen a las Prétides; fragmentos de un animal fantástico y otros fragmentos diversos entre los que se encuentran dos cabezas de león.
Tradicionalmente se considera que en el templo C se rendía culto a Apolo, lo cual es apoyado por inscripciones del periodo helenístico que mencionan a Apolo Termio, pero no se puede asegurar que en periodos anteriores se rindiera ese mismo culto a Apolo, y se ha sugerido que podría haberse venerado a Artemisa.
Este templo fue arrasado por el rey Filipo V de Macedonia en dos ocasiones (los años 218 y 206 a. C.) Durante el primer saqueo los macedonios incendiaron miles de armas que se hallaban colgadas en los pórticos tras apoderarse de las más valiosas, también prendieron fuego a los pórticos y derribaron más de mil estatuas y rompieron todas aquellas que no tenían inscripciones dedicadas a dioses o los representaban. Estas las respetaron. En la segunda incursión destruyeron lo que habían respetado en la primera.
Después de la destrucción se reconstruyó en el siglo II a. C., pero perdió progresivamente su importancia con el declive de la Liga Etolia hasta que fue abandonado en la época romana. Este declive es confirmado por la presencia de tumbas del siglo I a. C. y un cementerio paleocristiano en una zona principal del santuario.

## Otro templo arcaico de Apolo
Al este del templo C se han hallado restos de otro pequeño templo de la época arcaica que también estaba dedicado a Apolo, con el epíteto Lyseios cuyo significado es que delibera, según se deduce de una inscripción que puede ser de los siglos III/II a. C. Este templo también era de madera, con metopas y sima de terracota. Se ha conservado la acrotera central, que tenía un Gorgoneion en relieve, y algunos restos de cerámica que pertenecían a la decoración del techo. 
De este templo se han conservado también algunas metopas, algunas de ellas con inscripciones, aunque más deterioradas que las del templo C. En ellas se han representado las Cárites, Iris, una Quimera, un symplegma erótico cuyos protagonistas son desconocidos, el Centauro Folo y una mujer sentada (quizá Ilitía). En otros fragmentos no se puede precisar su iconografía aunque sí se reconocen algunas representaciones de partes de la anatomía de animales.
Este templo estuvo en servicio al menos hasta las destrucciones de los macedonios; no está probado que después de estas siguiera en funcionamiento.